# 御堂ビル
御堂ビル（みどうビル）は、大阪市中央区本町に所在するオフィスビルである。大手ゼネコンの竹中工務店が本店機能を有する。

## 建築
本願寺津村別院（北御堂）の境内南東側、御堂筋と本町通が交わる本町3交差点の北西角に位置する。茶褐色の有田焼のタイル張りの外壁が外観上の大きな特徴で、茶色、灰色、土色の3色のタイルで構成されている。さらに焼きムラが加わることで、自然な色合いに仕上がっている。竹中工務店設計部長として本ビルの設計を指揮した岩本博行が九州勤務時代に有田焼と出会い、以降竹中工務店が手掛ける多くの建築物でタイルが用いられるようになる。御堂ビルもその一つである。1階の壁面は、2階の壁面より1.2m後退させ、陰影をつけるとともにショーウィンドーとしての役割も持たせた。当時の建築法令には百尺規制があり、高さを31mに収めるため、1階の床面は道路面より1m下げて、7・8階の吹き抜けの受付ホールを含む9層のオフィス空間を確保した。1階エントランスホールには、彫刻家の流政之による「のぼり太鼓」と名付けられた壁面レリーフが飾られている。鑿や鉋など大工道具をモチーフにした作品で、「職人こそいい建築を作るための最大要素の一つである」との思いが込められている。建物外周は空き地を設け、採光に配慮するとともに後年の改修工事も行いやすくした。エレベーターホールなどを中央部に配置したセンターコア方式が採られ、平面形状は左右対称で設計された。工事を左右半分ずつ進めることにより型枠や図面の省力化、資材置場や作業詰所の確保を可能としている。岩本が設計部長としてこの建物において行ったことは、外壁の古木色のタイル、7・8階の吹き抜けの受付ホール、そして「全部員の英知を集めて設計を完成させよう」と提案したことの3点で、多くの設計部員のアイデアが随所に採り入れられている。
2016年から2018年にかけて、執務階に5層にわたる吹き抜け階段を設けるなど、改装工事が行われた。さらに、2040年まで改修計画が立案されている。2018年に第31回日経ニューオフィス賞ニューオフィス推進賞・近畿経済産業局長賞、2019年にはBELCA賞ロングライフ部門を受賞している。
2023年11月の文化審議会答申を受け、2024年3月に「御堂ビルディング」の名称で登録有形文化財（建造物）に登録された。